# メルヴィン・ジャミネ
メルヴィン・ジャミネ（Melvyn Jaminet、1999年6月30日 - ）は、トップ14・RCトゥーロンに所属するラグビーユニオン選手。

## プロフィール
- フランス・イエール出身[1]。
- ポジションはフルバック(FB)、スタンドオフ(SO)
- 身長 180cm、体重 77kg

## 略歴
2019年、USAペルピニャンに加入。
2021年、オーストラリア遠征でフランス代表としてデビューを果たした。
2022年、トゥールーズに移籍。
ワールドカップ2023では、4試合に出場し、2トライ、27得点を挙げた。
2023年11月、RCトゥーロンに移籍。
2024年7月6日、フランス代表としてアルゼンチンに遠征中、自身のインスタグラムのアカウントで人種差別発言をしている動画を投稿。フランスラグビー連盟は、遠征メンバーからの離脱処分を決めた。8月7日、フランスラグビー連盟の懲戒委員会は、「ラグビーの最上の利益を侵害した」として、34週間の試合出場停止と罰金30,000ユーロ（処分決定時のレートで約480万円）の処分を決定した。